# Samogício (dialeto)

Tribos do Báltico, c. 1200. Os samogícios ocupam as terras baixas lituanas.

O samogício é um dialecto da língua lituana, falado maioritariamente na Samogícia, no ocidente da Lituânia.

## Sistema de escrita
O primeiro uso de um sistema de escrita único para o samogício foi no período entreguerras. Entretanto, ele foi abandonado durante o período da URSS. Assim, apenas pessoas com mais idade sabiam escrever em samogício, quando a Lituânia reconquistou sua independência. A Sociedade de Cultura Samogícia renovou o sistema, para torná-lo mais usual.
O sistema de escrita do samogício usa as mesmas letras do idioma lituano, mas com algumas diferenças:
- Não há vogal nasal (letras com o ogonek: ą, ę, į, ų)
- Há três quantidade vocálica adicionais, escritas com os mácrons (como no idioma letão): ā, ē, ō.
- O i longo é escrito com um mácron acima: ī (diferente do idioma lituano, no qual é escrito y).
- A vogal longa ė é escrita como o com o til acima (õ). De fato, é escrito como ė com o mácron: Ė̄  e ė̄.
- Existem dois ditongos adicionais no Samogiciano, quem são escritos como dígrafos: ou e ėi.

O alfabeto samogício:
| A a | [ā]  | Ā ā | [ėlguojė ā] | B b | [bė] | C c | [cė]      | Č č | [čė]        | D d | [dė]        | E e | [ē]         | Ē ē | [ėlguojė ē] |
| Ė ė | [ė̄]  | Ė̄ ė̄ | [ėlguojė ė̄] | F f | [ėf] | G g | [gė, gie] | H h | [hā]        | I i | [ī]         | Ī ī | [ėlguojė ī] | J j | [jot]       |
| K k | [kā] | L l | [ėl]        | M m | [ėm] | N n | [ėn]      | O o | [ō]         | Ō ō | [ėlguojė ō] | P p | [pė]        | R r | [ėr]        |
| S s | [ės] | Š š | [ėš]        | T t | [tė] | U u | [ū]       | Ū ū | [ėlguojė ū] | V v | [vė]        | Z z | [zė, zet]   | Ž ž | [žė, žet].  |

## Amostras
| Português                            | Samogício              | Lituano                           | Letão                               | Latgálio                |
| ------------------------------------ | ---------------------- | --------------------------------- | ----------------------------------- | ----------------------- |
| Samogiciano                          | žemaitiu kalba         | žemaičių kalba                    | žemaišu valoda                      | žemaišu volūda          |
| Inglês                               | onglū kalba            | anglų kalba                       | angļu valoda                        | ongļu volūda            |
| Sim                                  | Tēp                    | Taip                              | Jā                                  | Nuj                     |
| Não                                  | Ne                     | Ne                                | Nē                                  | Nā                      |
| Olá!                                 | Svēks                  | Sveikas                           | Sveiks                              | Vasals                  |
| Como estás?                          | Kāp gīvėni?            | Kaip laikaisi/gyveni?             | Kā tev iet?                         | Kai īt?                 |
| Boa tarde!                           | Lab vakar!             | Labas vakaras / labvakar!         | Labvakar!                           | Lobs vokors!            |
| Bem-vindo                            | Sveikė atvīkėn!        | Sveiki atvykę                     | Laipni lūdzam                       | Vasali atguojuši        |
| Boa-noite!                           | Labanakt               | Labos nakties / Labanakt!         | Ar labu nakti                       | Lobys nakts!            |
| Tchau! Adeus!                        | Sudieu, vėsa gera      | Viso gero / Sudie(vu)/ Viso labo! | Visu labu                           | Palicyt vasali          |
| Tenha um bom dia!                    | Geruos dėinuos!        | Geros dienos / Labos dienos!      | Jauku dienu!                        | Breineigu dīnu          |
| Boa sorte!                           | Siekmies!              | Sėkmės!                           | Veiksmi!                            | Lai lūbsīs!             |
| Por favor                            | Prašau                 | Prašau                            | Lūdzu                               | Lyudzams                |
| Obrigado(a)                          | Diekou                 | Ačiū/Dėkui/Dėkoju                 | Paldies                             | Paļdis                  |
| Disponha                             | Prašuom                | Prašom                            | Uz veselību!                        | Iz veseleibu!           |
| Perdão!                              | Atsėprašau             | Atsiprašau/Atleiskite             | Atvaino (Piedod)                    | Atlaid                  |
| Quem?                                | Kas?                   | Kas?                              | Kas?                                | Kas?                    |
| Quando?                              | Kumet?                 | Kada/Kuomet?                      | Kad?                                | Kod?                    |
| Onde?                                | Kor?                   | Kur?                              | Kur/Kame?                           | Kur?                    |
| Por quê?                             | Dėlkuo?                | Kodėl/Dėlko?                      | Kādēļ? (Kāpēc?)                     | Dieļ kuo?               |
| Qual teu nome?                       | Kuoks tava vards?      | Koks tavo vardas? / Kuo tu vardu? | Kāds ir tavs vārds? (Kā tevi sauc?) | Kai tevi sauc?          |
| Porque                               | Dėltuo                 | Todėl/Dėlto                       | Tādēļ (Tāpēc)                       | Dieļ tuo                |
| Como?                                | Kāp?                   | Kaip?                             | Kā?                                 | Kai?                    |
| Quanto?                              | Kėik daug?             | Kiek?                             | Cik daudz?                          | Cik daudzi?             |
| Eu não entendo.                      | Nesopronto             | Nesuprantu                        | Nesaprotu                           | Nasaprūtu               |
| Eu entendo.                          | Sopronto               | Suprantu                          | Saprotu                             | Saprūtu                 |
| Ajuda-me!                            | Padieket!              | Padėkite/Gelbėkite!               | Palīgā!                             | Paleigā!                |
| Onde é o banheiro?                   | Kor īr tuliets?        | Kur yra tualetas?                 | Kur ir tualete?                     | Kur irā tualets?        |
| Falas inglês?                        | Rokounaties onglėška?  | Ar kalbate angliškai?             | Vai runājat angliski?               | Runuojit ongliski?      |
| Eu não falo samogício.               | Nesopronto žemaitėškā. | Aš nemoku kalbėti žemaitiškai     | Es nerunāju žemaitiski              | As narunuoju žemaitiski |
| A conta, por favor. (Em restaurante) | Saskaita prašītiau     | Prašome pateikti sąskaitą         | Rēķinu, lūdzu!                      | Lyudzu, saskaitu        |